# James Turrell
James Turrell (* 6. května 1943) je americký umělec, pracující s formami světla a stínu.
Turrell byl ovlivněn spiritualitou kvakerů, z níž pro svou uměleckou činnost zúročil symboliku vnitřního světla. Od 60. let 20. století začal pracovat se světlem jako uměleckým médiem, které může rozšířit lidské vnímání a chápání světa. Své umělecké instalace často vytváří pod širým nebem.
Turrellova díla vystavují galerie po celém světě, například v Gugenheim Museum, spolupracoval i na projektu Walk of Modern Art v Salzburgu, v Baden-Badenu v muzeu Friedera Burdy, Pasadena Art Museum, v muzeu současného umění ARoS v dánském Aarhusu aj., vystavuje i ve vlastním ateliéru v Santa Monica. Několik uměleckých instalací vytvořil i pro různé kvakerské sbory.